# Acanthorrhynchium subintegrum
Acanthorrhynchium subintegrum är en bladmossart som beskrevs av Brotherus 1925. Acanthorrhynchium subintegrum ingår i släktet Acanthorrhynchium och familjen Sematophyllaceae. Inga underarter finns listade i Catalogue of Life.